# ان‌بی‌سی اسپورتس
ان‌بی‌سی اسپورتس (انگلیسی: NBC Sports) شرکت رسانه‌ای آمریکایی است، که در سال ۱۹۴۶ تأسیس شد..